# Comuna Seredpilți, Radehiv
Seredpilți (în ucraineană Середпільці) este o comună în raionul Radehiv, regiunea Liov, Ucraina, formată din satele Mukani și Seredpilți (reședința).

## Demografie
Componența lingvistică a comunei Seredpilți
     Ucraineană (99,86%)
     Alte limbi (0,14%)
Conform recensământului din 2001, majoritatea populației comunei Seredpilți era vorbitoare de ucraineană (99,86%), existând în minoritate și vorbitori de alte limbi.